# Eugahania yanoi
Eugahania yanoi är en stekelart som beskrevs av Tachikawa 1956. Eugahania yanoi ingår i släktet Eugahania och familjen sköldlussteklar. Inga underarter finns listade i Catalogue of Life.